# العلاقات البولندية الكونغوية
العلاقات البولندية الكونغولية هي العلاقات الثنائية التي تجمع بين بولندا وجمهورية الكونغو.

## مقارنة بين البلدين
هذه مقارنة عامة ومرجعية للدولتين:
| وجه المقارنة                                              | بولندا                                                                             | [[تصنيف:صفحات تستخدم رمز علم غير موجود\|]] جمهورية الكونغو |
| --------------------------------------------------------- | ---------------------------------------------------------------------------------- | ---------------------------------------------------------- |
| المساحة (كم2)                                             | 312.68 ألف                                                                         | 342.00 ألف                                                 |
| عدد السكان (نسمة)                                         | 38.43 مليون                                                                        | 5.26 مليون                                                 |
| الكثافة السكانية (ن./كم²)                                 | 122.91                                                                             | 15.38                                                      |
| العاصمة                                                   | وارسو                                                                              | برازافيل                                                   |
| اللغة الرسمية                                             | اللغة البولندية                                                                    | لغة فرنسية                                                 |
| العملة                                                    | زلوتي بولندي                                                                       | فرنك وسط أفريقي                                            |
| الناتج المحلي الإجمالي (بليون دولار)                      | 524.51 مليار                                                                       | 8.72 مليار                                                 |
| الناتج المحلي الإجمالي (تعادل القوة الشرائية) بليون دولار | 1.02 تريليون                                                                       | 29.48 مليار                                                |
| الناتج المحلي الإجمالي الاسمي للفرد دولار أمريكي          | 12.55 ألف                                                                          | 1.85 ألف                                                   |
| الناتج المحلي الإجمالي للفرد دولار أمريكي                 | 26.14 ألف                                                                          |                                                            |
| مؤشر التنمية البشرية                                      | 0.843                                                                              | 0.591                                                      |
| رمز المكالمات الدولي                                      | +48                                                                                | +242                                                       |
| رمز الإنترنت                                              | .pl                                                                                | .cg                                                        |
| المنطقة الزمنية                                           | توقيت وسط أوروبا، ت ع م+01:00، ت ع م+02:00، أوروبا/وارسو ‏، توقيت وسط أوروبا الصيفي | ت ع م+01:00                                                |

## منظمات دولية مشتركة
يشترك البلدان في عضوية مجموعة من المنظمات الدولية، منها:
| علم المنظمة | اسم المنظمة                        | تاريخ انضمام بولندا | تاريخ انضمام جمهورية الكونغو |
| ----------- | ---------------------------------- | ------------------- | ---------------------------- |
|             | البنك الدولي للإنشاء والتعمير      | 27 يونيو 1986       | 10 يوليو 1963                |
|             | يونسكو                             | 6 نوفمبر 1946       | 24 أكتوبر 1960               |
|             | منظمة التجارة العالمية             | 1 يوليو 1995        | ?                            |
|             | وكالة ضمان الاستثمار متعدد الأطراف | 29 يونيو 1990       | 16 أكتوبر 1991               |
|             | منظمة الشرطة الجنائية الدولية      | ?                   | ?                            |
|             | مؤسسة التمويل الدولية              | 29 ديسمبر 1987      | 1 أكتوبر 1980                |
|             | الأمم المتحدة                      | 24 أكتوبر 1945      | 20 سبتمبر 1960               |
|             | مؤسسة التنمية الدولية              | 28 أكتوبر 1960      | 8 نوفمبر 1963                |
|             | الفريق المعني برصد الأرض           | ?                   | ?                            |
|             | منظمة حظر الأسلحة الكيميائية       | ?                   | ?                            |

## وصلات خارجية
- موقع وزارة الخارجية البولندية